# 都農駅
都農駅（つのえき）は、宮崎県児湯郡都農町大字川北にある、九州旅客鉄道（JR九州）日豊本線の駅である。事務管コードは▲920563。
都農町の中心駅で、早朝及び夜間に一部の特急が停車する。

## 歴史
- 1921年（大正10年）6月11日：鉄道省が開設[1]。
- 1951年（昭和26年）：駅舎改築[1]。
- 1949年（昭和24年）6月6日：昭和天皇の戦後巡幸があり、都農駅発、延岡駅着のお召し列車が運行[5]。
- 1981年（昭和56年）3月10日：貨物取扱廃止[6]。
- 1984年（昭和59年）11月1日：荷物扱い廃止[6]。駅員無配置駅となる[7]。
- 1987年（昭和62年）4月1日：国鉄分割民営化により、JR九州の駅となる。
- 1996年（平成08年）6月1日：宮崎総合鉄道事業部発足により、大分支社から鹿児島支社に移管。
- 2015年（平成27年）4月1日：業務委託駅から簡易委託駅に変更[3]。
- 2017年（平成29年）6月16日：新駅舎が完成[8]。
- 2022年（令和04年）4月1日：宮崎支社発足により、鹿児島支社から同支社へ移管[9]。

## 駅構造
島式ホーム1面2線を有する地上駅で、跨線橋を備える。駅舎は天井が高く、駅前広場には大きなソテツがそびえていたが、新駅舎工事に伴ってロータリー改修も行われたため、ソテツは無くなった。
2015年（平成27年）3月13日まではJR九州鉄道営業が駅業務を行う業務委託駅であったが、同年4月1日から都農町の簡易委託駅となった。当駅にはきっぷうりばが設置されている。

### のりば
| のりば | 路線      | 方向 | 行先                     | 備考 |
| ------ | --------- | ---- | ------------------------ | ---- |
| 1      | ■日豊本線 | 上り | 延岡・大分方面           |      |
| 2      | ■日豊本線 | 下り | 宮崎・宮崎空港・都城方面 |      |

- 当駅は1線スルー方式ではないため、通過列車は減速して当駅を通過する。

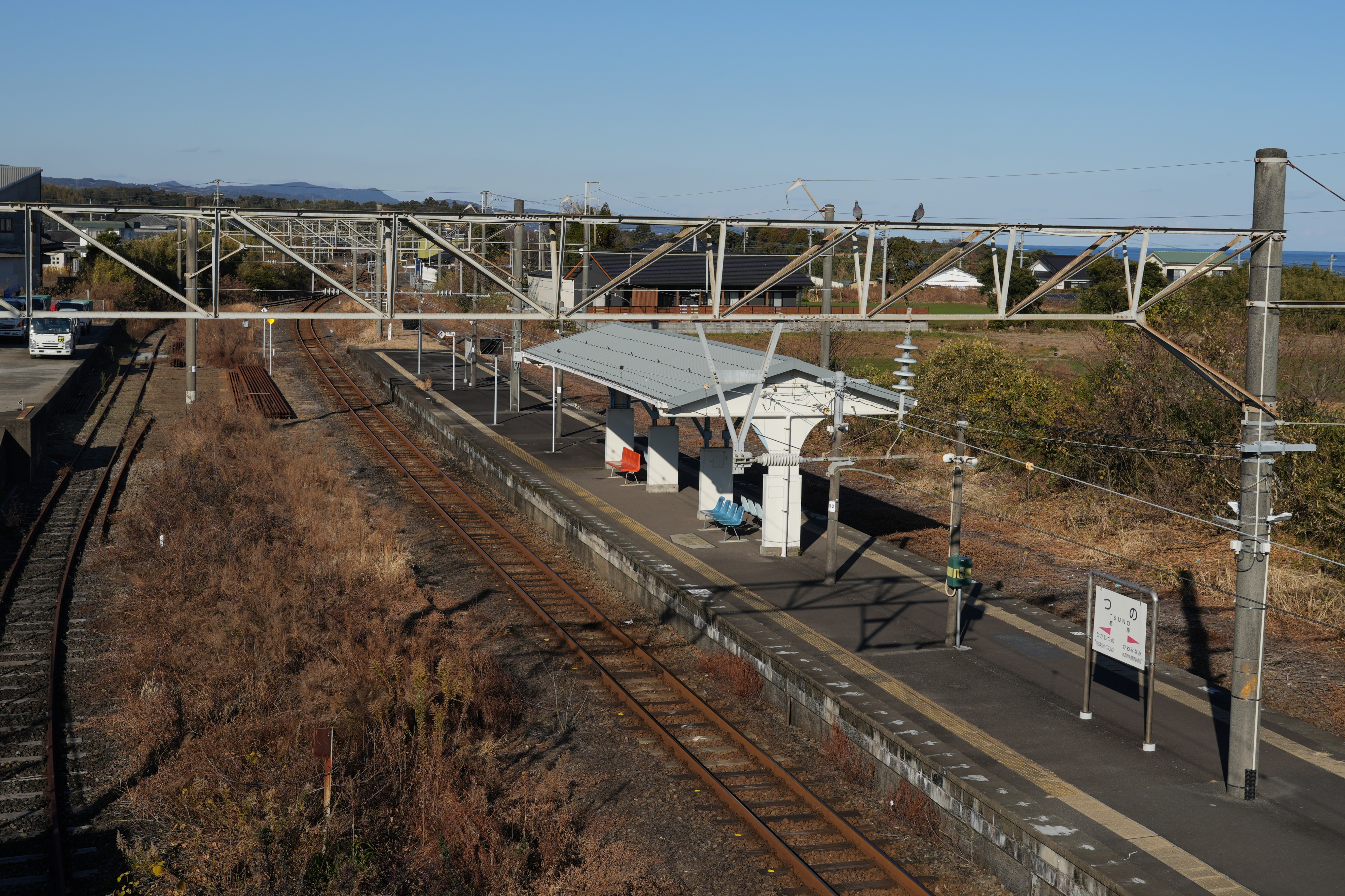
跨線橋から見たホーム

## 利用状況
2023年（令和5年）度の1日平均乗車人員は294人である。
近年の1日平均乗車人員の推移は以下の通り。
| 年度   | 1日平均 乗車人員 | 出典   |
| ------ | ---------------- | ------ |
| 1996年 | 472              | -      |
| 1997年 | 460              | -      |
| 1998年 | 511              | -      |
| 1999年 | 540              | -      |
| 2000年 | 521              | -      |
| 2001年 | 495              | -      |
| 2002年 | 445              | -      |
| 2003年 | 425              | -      |
| 2004年 | 434              | -      |
| 2005年 | 438              | -      |
| 2006年 | 432              | -      |
| 2007年 | 417              | -      |
| 2008年 | 396              | -      |
| 2009年 | 438              | -      |
| 2010年 | 401              | -      |
| 2011年 | 382              | -      |
| 2012年 | 385              | -      |
| 2013年 | 378              | -      |
| 2014年 | 373              | -      |
| 2015年 | 369              | -      |
| 2016年 | 395              | [ 12 ] |
| 2017年 | 435              | [ 13 ] |
| 2018年 | 423              | [ 14 ] |
| 2019年 | 345              | [ 15 ] |
| 2020年 | 279              | [ 16 ] |
| 2021年 | 272              | [ 17 ] |
| 2022年 | 270              | [ 18 ] |
| 2023年 | 294              | [ 11 ] |

## 駅周辺
都農町の中心部近くに所在し、駅を出て駅前を直進すると都農の市街地に着く。
- 都農町役場
- 都農郵便局
- 宮崎県立都農高等学校 （※宮崎県立高鍋高等学校と統合に伴い廃校）
- 都農神社
- 都農ワイナリー（タクシーで10分程度）
- 尾鈴山（同30分程度）
- 都農港
- 道の駅つの

## 隣の駅
九州旅客鉄道（JR九州）
■日豊本線
- 特急「にちりん」「ひゅうが」一部停車駅

東都農駅 - 都農駅 - 川南駅